# Phidolopora elongata
Phidolopora elongata is een mosdiertjessoort uit de familie van de Phidoloporidae. De wetenschappelijke naam van de soort is, als Retepora cellulosa f. notopachys elongata, voor het eerst geldig gepubliceerd in 1866 door Smitt.